# Desmond Titterington
Desmond Titterington (Cultra, vlak bij Holywood, County Down, 1 mei 1928 - Dundee, Schotland, 13 april 2002) was een Noord-Iers autocoureur. Hij nam deel aan zijn thuisrace in 1956 voor het team Connaught Engineering, maar scoorde hierin geen punten voor het wereldkampioenschap Formule 1.